# Cnemophilidae
Cnemophilidae é uma família de aves da ordem Passeriformes.

## Gêneros
- Cnemophilus De Vis, 1890 (2 espécies)
- Loboparadisea Rothschild, 1896 (1 espécie)